# 熊本信夫
熊本 信夫（くまもと のぶを、1935年12月16日 - 2022年10月6日）は、日本の法学者。専門は、行政法・アメリカ合衆国憲法、特に政教分離・行政手続法・環境法。学位は、法学博士（北海道大学・1973年）（学位論文「アメリカにおける政教分離の原則」）。北海学園大学名誉教授。弁護士（熊本信夫法律事務所所長）。藍綬褒章、瑞宝中綬章受章。北海道出身。

## エピソード
- 北海学園大学の学部教員時代は行政法の単位取得試験の採点で大変に厳しい教員であることでも学内では知られており、単位取得できずに進級・卒業できない学生や、転部した学生もいたという逸話が残っている[4]。
- 北海道大学大学院修士課程では、憲法学を学び、アメリカの憲法に興味を持ち、ミシガン大学ロースクールおよびカリフォルニア大学バークレー校ロースクール大学院にて行政法を修得した。なお、学部生時に今村成和の講義を聴講して行政法に興味を抱く様に成ったという[4]。

## 略歴

### 学歴
- 1951年　北海中学校卒業
- 1954年　北海高等学校卒業[5]
- 1961年　北海道大学法学部卒業[1]
- 1964年　北海道大学大学院法学研究科公法専攻修士課程修了
- 1973年　法学博士（北海道大学）[1]
- 1974年　カリフォルニア大学バークレー校ロースクール大学院修了（LL.M.）

### 職歴
- 1964年　北海道大学法学部助手
- 1967年　北海学園大学法学部講師
- 1970年　北海学園大学法学部助教授
- 1972年ミシガン大学ロースクール・フルブライト研究員
- 1974年　北海学園大学法学部教授
- 1996年11月　柴田義人学長が急病により倒れ、北海学園大学学長に就任（2005年3月まで）[6]
- 2005年3月　北海学園大学定年退職。
- 2005年4月　引き続き北海学園大学大学院法務研究科教授として嘱託採用。弁護士登録
- 2008年3月　北海学園大学嘱託終了。同名誉教授。熊本信夫法律事務所開設

#### 学外における役職
- 1978年北海道地方労働委員会委員・会長（2004年3月まで）

## 叙位・叙勲
- 藍綬褒章（1993年11月）
- 瑞宝中綬章（2012年11月）[7]

## 業績
- 『生活環境保護の法理と手続』（札幌室谷印刷、1968年）
- 『アメリカにおける政教分離の原則』（北海道大学図書刊行会、1972年初版・1989年増補版）
- 『行政手続の課題』（北海道大学図書刊行会、1975年）
- 遠藤博也, 秋山義昭, 畠山武道と共著『教材行政法判例』（北海道大学図書刊行会、1977年初版・1987年テキスト版）
- 『大海原の彼方へ』（共同文化社、2016年）